# St. Maria Magdalena (Buch am Forst)

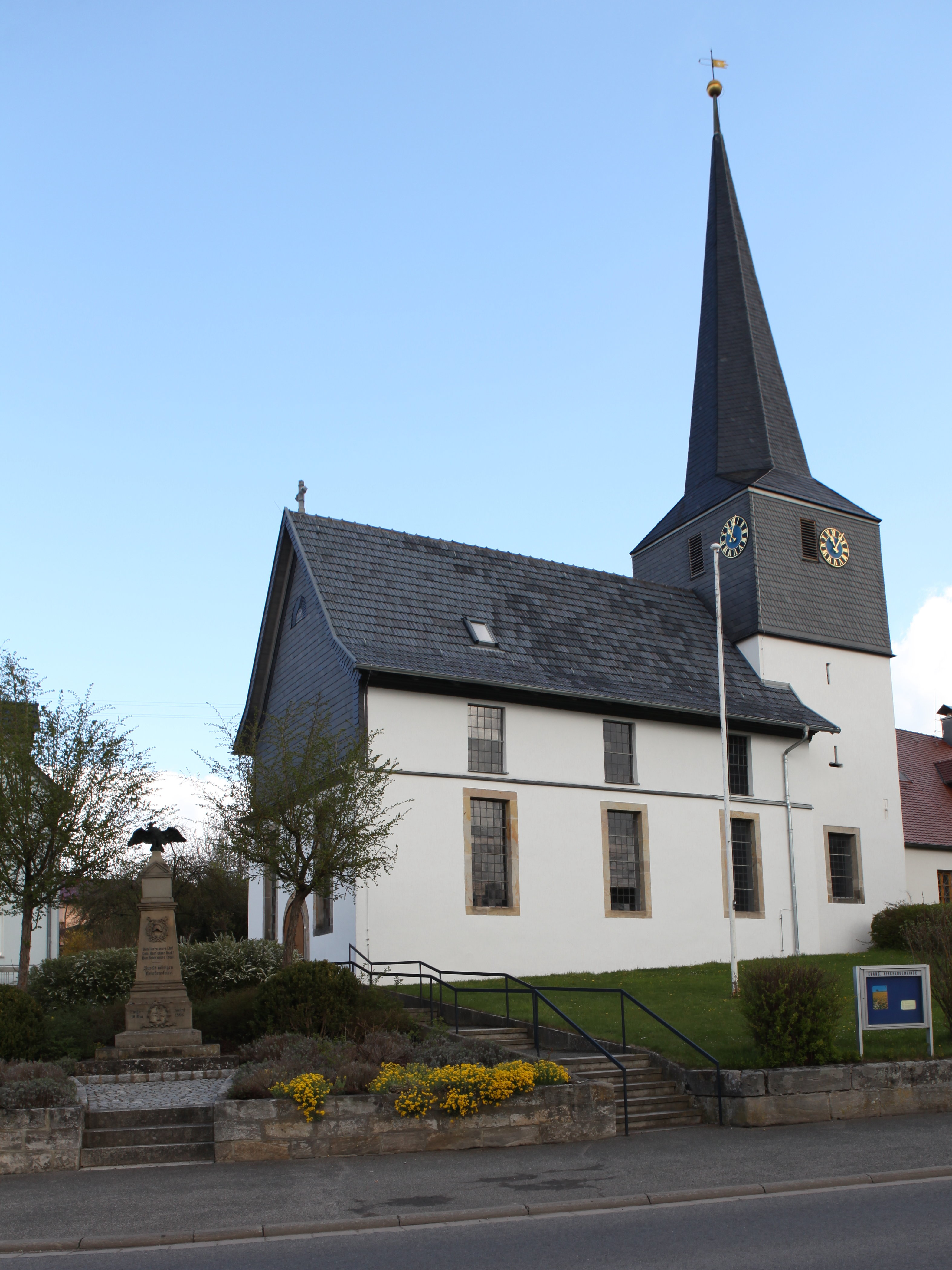
Buch am Forst, St. Maria Magdalena

Die evangelische Pfarrkirche St. Maria Magdalena ist ein denkmalgeschütztes Kirchengebäude
im Gemeindeteil Buch am Forst der Kreisstadt Lichtenfels des Landkreises Lichtenfels (Oberfranken, Bayern). Der Vorgängerbau entstand um 1370. Die Kirchengemeinde gehört zum Evangelisch-Lutherischen Dekanat Michelau im Kirchenkreis Bayreuth der Evangelisch-Lutherischen Kirche in Bayern.

## Beschreibung
Vom Vorgängerbau, der um 1370 entstand, sind der Chorturm und Teile des Langhauses erhalten. 1653 wurde der Turm um ein schiefergedecktes Geschoss aufgestockt, das die Turmuhr und den Glockenstuhl mit drei von der Glockengießerei Bachert gegossenen Kirchenglocken beherbergt, und mit einem achtseitigen, spitzen Helm versehen. Das Langhaus wurde 1680 erweitert. Sein Innenraum hat an zwei Seiten doppelstöckige Emporen, deren Bemalung der Brüstungen 1960 wieder freigelegt wurde. Der Innenraum ist mit einer Kassettendecke überspannt, im Westteil mit einem halben Klostergewölbe. Die Bemalung der Kassettendecke zeigt die zwölf Apostel mit Jesus in der Mitte. 
Die heutige Orgel mit elf Registern, einem Manual und einem Pedal wurde 1977 von Horst Hoffmann errichtet.